# Neostyriaca strobel
Neostyriaca strobel is een slakkensoort uit de familie van de Clausiliidae. De wetenschappelijke naam van de soort is voor het eerst geldig gepubliceerd in 1850 door Strobel.